# جولين أجويناجالدي
جولين أجويناجالدي (بالإسبانية: Julen Aguinagalde) مواليد 8 ديسمبر 1982 في إرون، هو لاعب كرة يد إسباني. يلعب حاليا مع فيف تارغي كيلسي ويحمل الرقم 13. مثل منتخب إسبانيا لكرة اليد. شارك في دورة الألعاب الأولمبية الصيفية سنة 2012. حقق المركز الأول في بطولة العالم لكرة اليد للرجال 2013.

## المسيرة الاحترافية
لعب مع نادي بيداسوا لكرة اليد في الدوري الإسباني من سنة 1999 إلى 2006، ثم انضم إلى أديمار ليون من سنة 2006 إلى 2009، ثم لعب مع نادي ثيوداد ريال لكرة اليد في الدوري الإسباني من سنة 2009 إلى 2011، ثم انضم إلى فيف تارغي كيلسي في سنة 2013.

## سجل المنافسة
شارك في البطولات التالية:
- بطولة العالم لكرة اليد للرجال 2011
- بطولة العالم لكرة اليد للرجال 2013
- بطولة العالم لكرة اليد للرجال 2015
- بطولة أوروبا لكرة اليد للرجال 2012
- بطولة أوروبا لكرة اليد للرجال 2014
- بطولة أوروبا لكرة اليد للرجال 2016
- الألعاب الأولمبية الصيفية 2012

## الإنجازات
- أفضل لاعب في الدوري الإسباني لكرة اليد 2009–10
- أفضل لاعب في الدوري الإسباني لكرة اليد 2011–12

## روابط خارجية
- جولين أجويناجالدي على موقع الاتحاد الدولي لكرة اليد (الإنجليزية)
- جولين أجويناجالدي على موقع الاتحاد الأوروبي لكرة اليد (الإنجليزية)
- جولين أجويناجالدي على موقع اللجنة الأولمبية الدولية (الإنجليزية)
- جولين أجويناجالدي على موقع أوليمبيديا (الإنجليزية)